# ×Darwinara
×Darwinara — гибридный род семейства Орхидные.
Аббревиатура родового названия в промышленном и любительском цветоводстве — Dar.
Создан путём скрещивания представителей четырёх родов: Ascocentrum × Neofinetia × Rhynchostylis × Vanda.

## Биологическое описание
Побег моноподиального типа.
Листья зелёные, суккулентные, ремневидные

## В культуре
Температурная группа — от теплой до умеренной в зависимости от экологии видов, использованных в гибридизации.
Посадка растений осуществляется в горшки или корзинки для эпифитов; при высокой относительной влажности воздуха некоторые грексы содержат с открытой корневой системой.

## Некоторые грексы
По данным The International Orchid Register
- ×Darwinara Charm = Neofinetia falcata × Vacostylis Tham Yuen Hae (Takaki O.N.) 1987
- ×Darwinara Walnut Valley = Dar. Charm × Vf. Virgil (Rinke & Thompson (Carter & Holmes)) 2007